# Volta à Andaluzia
A Volta à Andaluzia, também conhecida como Ruta del Sol (oficialmente: Vuelta a Andalucía-Ruta Ciclista Del Sol), é uma competição ciclista profissional por etapas que se disputa na Andaluzia, Espanha, no mês de fevereiro.
Os organizadores são Desporto Internacional, S.A. “DEPORINTER”.

## História
Criada em 1925 pelo então secretário da União Velocipédica Espanhola, Miguel Artemán; depois da sua primeira edição não voltaria a se disputar até trinta anos mais tarde quando, em 1955, tomou o relevo organizador o Agrupamento Ciclista Malagueña.
A prova deixou de celebrar-se em 1978 depois do qual, entre 1979 e 1986, passou a se denominar Ruta Ciclista del Sol. Em 1987 voltou a denominar-se por seu antigo nome até que, em 1993, a prova passou a sua denominação actual (escrito também Vuelta a Andalucía Ruta Del Sol" o Vuelta a Andalucía/Ruta Del Sol).
Desde a criação dos Circuitos Continentais da UCI em 2005 pertenceu ao UCI Europe Tour, dentro da categoria 2 HC. Em 2009 se desmarcou do convênio da Associação Espanhola de Organizadores de Carreiras Ciclistas e a Associação de Equipas no qual se obrigava a convidar a todas as equipas espanholas e ademais lhes pagar uma quantidade que os organizadores consideraram desorbitada. e não deixava crescer à carreira internacionalmente. De facto, junto à Volta a Múrcia, que também não não se adherió ao regulamento da Real Federação Espanhola de Ciclismo a qual impede a participação de equipas de categoria Continental estrangeiros se não participam todas as equipas espanholas dessa categoria. Graças a isso tem provocado uma progressiva melhoria da participação e na difusão televisiva a nível mundial.
Quase sempre tem tido 5 etapas (ainda que tem chegado a ter até 12), excepto em 2013 que teve 4.
Face a 2020, a carreira passou a fazer parte das UCI ProSeries dentro da categoria 2.pro.

## Palmarés
| Ano                                               | Vencedor                     | Segundo                      | Terceiro                      |
| ------------------------------------------------- | ---------------------------- | ---------------------------- | ----------------------------- |
| Volta à Andaluzia                                 |                              |                              |                               |
| 1925                                              | Ricardo Montero              | Victorino Otero              | Telmo García                  |
| 1926-1954 edições não realizadas                  |                              |                              |                               |
| 1955                                              | José Gómez del Moral         | Salvador Botella             | Francesc Alomar Florit        |
| 1956                                              | Miguel Bover                 | José Gómez del Moral         | Antón Barrutia Iturriagoitia  |
| 1957                                              | Hortensio Vidaurreta         | Gabriel Mas                  | Jesús Galdeano                |
| 1958                                              | Gabriel Company              | Gabriel Mas                  | José Gómez del Moral          |
| 1959                                              | Miguel Pacheco               | Joaquín Barceló Santonja     | Antonio Jiménez Pareja        |
| 1960                                              | Gabriel Mas                  | José Gómez del Moral         | Juan Manuel Santiago Montilla |
| 1961                                              | Angelino Soler               | José Gómez del Moral         | Gabriel Mas                   |
| 1962                                              | José Antonio Momeñe          | Antón Barrutia Iturriagoitia | Gabriel Mas                   |
| 1963                                              | Antón Barrutia Iturriagoitia | Antonio Carreras             | Alcino Rodrigo                |
| 1964                                              | Rudi Altig                   | Michel Stolker               | Bas Maliepaard                |
| 1965                                              | José Segú                    | Jesús Isasi                  | Antonio Tous                  |
| 1966                                              | Jesús Aranzabal              | Dieter Puschel               | José María Errandonea         |
| 1967                                              | Ramón Mendiburu              | Gabino Ereñozaga Lejarreta   | José Antonio Momeñe           |
| 1968                                              | Antoine Houbrechts           | Francisco José Juan Granell  | Luis Ocaña                    |
| 1969                                              | Antonio Gómez del Moral      | Jorge Mariné                 | José Manuel Lasa              |
| 1970                                              | José Gómez                   | José Antonio González        | Harm Ottenbros                |
| 1971                                              | Jean-Pierre Monseré          | Jos van der Vleuten          | Roger De Vlaeminck            |
| 1972                                              | Jan Krekels                  | Gerard Vianen                | José Antonio González         |
| 1973                                              | Georges Pintens              | José Antonio González        | Rik Van Linden                |
| 1974                                              | Freddy Maertens              | Jose Luis Viejo              | José Antonio González         |
| 1975                                              | Freddy Maertens              | Luis Ocaña                   | Dietrich Thurau               |
| 1976                                              | Gerrie Knetemann             | Hennie Kuiper                | Gerben Karstens               |
| 1977                                              | Dietrich Thurau              | Hennie Kuiper                | Txomin Perurena               |
| 1978 edição não realizada Estrada Ciclista do Sol |                              |                              |                               |
| 1979                                              | Dietrich Thurau              | Daniel Willems               | Vicente Belda                 |
| 1980                                              | Daniel Willems               | Bernt Johansson              | Eulalio García Pereda         |
| 1981                                              | Jos Schipper                 | Ronald De Witte              | Martin Havik                  |
| 1982                                              | Marc Sergeant                | Ángel Arroyo                 | Alberto Fernández Blanco      |
| 1983                                              | Eduardo Chozas               | Antonio Coll                 | Jo Maas                       |
| 1984                                              | Julián Gorospe               | Jaime Vilamajó               | Jesús Blanco Villar           |
| 1985                                              | Rolf Gölz                    | Miguel Indurain              | Jesús Blanco Villar           |
| 1986                                              | Steven Rooks                 | Peter Hilse                  | Iñaki Gastón                  |
| Volta à Andaluzia                                 |                              |                              |                               |
| 1987                                              | Rolf Gölz                    | Jesús Blanco Villar          | Julián Gorospe                |
| 1988                                              | Edwig Van Hooydonck          | Jesús Blanco Villar          | Maarten Ducrot                |
| 1989                                              | Fabio Bordonali              | Luc Roosen                   | Peter Hilse                   |
| 1990                                              | Eduardo Chozas               | Miguel Ángel Martínez Torres | Pascal Lance                  |
| 1991                                              | Roberto Lezaun               | Jesper Skibby                | Adri van der Poel             |
| 1992                                              | Miguel Ángel Martínez Torres | Jesús Montoya                | Herminio Díaz Zabala          |
| Volta à Andaluzia "Estrada Ciclista Do Sol"       |                              |                              |                               |
| 1993                                              | Julián Gorospe               | Edwig Van Hooydonck          | Neil Stephens                 |
| 1994                                              | Stefano Della Santa          | Luc Roosen                   | Francisco Cabello Luque       |
| 1995                                              | Stefano Della Santa          | Francisco Cabello Luque      | Mariano Rojas                 |
| 1996                                              | Neil Stephens                | Alexandr Gonchenkov          | Peter Farazijn                |
| 1997                                              | Erik Zabel                   | Johan Museeuw                | David Etxebarria              |
| 1998                                              | Marcelino García Alonso      | Laurent Jalabert             | David Etxebarria              |
| 1999                                              | Javier Pascual Rodríguez     | Santiago Botero              | Santiago Blanco               |
| 2000                                              | Miguel Ángel Peña            | Francisco Cabello Luque      | Aitor Garmendia               |
| 2001                                              | Erik Dekker                  | Marc Wauters                 | Alexandr Shefer               |
| 2002                                              | Antonio Colom                | Axel Merckx                  | Javier Pascual Rodríguez      |
| 2003                                              | Javier Pascual Llorente      | Davide Rebellin              | Alejandro Valverde            |
| 2004                                              | Juan Carlos Domínguez        | Carlos García Quesada        | Samuel Sánchez                |
| 2005                                              | Francisco Cabello Luque      | Daniel Moreno                | José Luis Martínez Jiménez    |
| 2006                                              | Carlos García Quesada        | Rodrigo García Rena          | Adolfo García Quesada         |
| Volta à Andaluzia-Estrada Ciclista Do Sol         |                              |                              |                               |
| 2007                                              | Óscar Freire                 | Dario Cioni                  | Tadej Valjavec                |
| 2008                                              | Pablo Lastras                | Clément Lhotellerie          | Cadel Evans                   |
| 2009                                              | Joost Posthuma               | Xavier Tondo                 | Davide Rebellin               |
| 2010                                              | Michael Rogers               | Jurgen Van Den Broeck        | Sergio Pardilla               |
| 2011                                              | Markel Irizar                | Jurgen Van Den Broeck        | Levi Leipheimer               |
| 2012                                              | Alejandro Valverde           | Rein Taaramäe                | Jérôme Coppel                 |
| 2013                                              | Alejandro Valverde           | Jurgen Van Den Broeck        | Bauke Mollema                 |
| 2014                                              | Alejandro Valverde           | Richie Porte                 | Luis León Sánchez             |
| 2015                                              | Chris Froome                 | Alberto Contador             | Beñat Intxausti               |
| 2016                                              | Alejandro Valverde           | Tejay van Garderen           | Bauke Mollema                 |
| 2017                                              | Alejandro Valverde           | Alberto Contador             | Thibaut Pinot                 |
| 2018                                              | Tim Wellens                  | Wout Poels                   | Marc Soler                    |
| 2019                                              | Jakob Fuglsang               | Ion Izagirre                 | Steven Kruijswijk             |
| 2020                                              | Jakob Fuglsang               | Jack Haig                    | Mikel Landa                   |
| 2021                                              | Miguel Ángel López           | Antwan Tolhoek               | Julen Amézqueta               |
| 2022                                              | Wout Poels                   | Cristián Rodríguez           | Miguel Ángel López            |
| 2023                                              | Tadej Pogačar                | Mikel Landa                  | Santiago Buitrago             |
| 2024                                              | não atribuído                |                              |                               |
| 2025                                              | Pavel Sivakov                | Clément Berthet              | Thomas Pidcock                |

## Estatísticas

### Mais vitórias
| Ciclista            | Vitórias | Anos                          |
| ------------------- | -------- | ----------------------------- |
| Alejandro Valverde  | 5        | 2012, 2013, 2014, 2016 e 2017 |
| Freddy Maertens     | 2        | 1974 e 1975                   |
| Dietrich Thurau     | 2        | 1977 e 1979                   |
| Eduardo Choças      | 2        | 1983 e 1990                   |
| Julián Gorospe      | 2        | 1984 e 1993                   |
| Stefano della Santa | 2        | 1994 e 1995                   |

Em negrito corredores activos.

### Vitórias consecutivas
- Três vitórias seguidas:
  -  Alejandro Valverde (2012, 2013, 2014)

- Duas vitórias seguidas:
  -  Freddy Maertens (1974, 1975)
  -  Stefano della Santa (1994, 1995)
  -  Alejandro Valverde (2016, 2017)

Em negrito corredores activos.

## Palmarés por países
Atualizado após edição de 2023
| País          | Vitórias | Último vencedor             |
| ------------- | -------- | --------------------------- |
| Espanha       | 37       | Alejandro Valverde em 2017  |
| Bélgica       | 9        | Tim Wellens em 2018         |
| Países Baixos | 7        | Wout Poels em 2022          |
| Alemanha      | 6        | Erik Zabel em 1997          |
| Itália        | 3        | Stefano della Santa em 1995 |
| Austrália     | 2        | Michael Rogers em 2010      |
| Dinamarca     | 2        | Jakob Fuglsang em 2020      |
| Reino Unido   | 1        | Chris Froome em 2015        |
| Eslovênia     | 1        | Tadej Pogačar em 2023       |
| Colômbia      | 1        | Miguel Ángel López em 2021  |